# 死亡届
死亡届（しぼうとどけ）は、正式には死亡届書（しぼうとどけしょ、Notification of Death）といい、人が死亡した際に戸籍法の規定により行う届け出、またその書類。性質上、自分自身で提出できないという特徴をもつ。なお、この届けが受理されれば住民票に死亡が記載され、本人の死亡の証明を行う簡便な公的証明として利用できる。

## 法的根拠
手続き根拠としては戸籍法第86条、第87条に規定されている。

## 手続き
これは死亡者の戸籍を抹消する届出書類として、主に死亡者の本籍地、死亡地、届出人の現住所地の順位で当該市町村長・特別区長へ提出しなければならない。
- 死亡届の提出期限は届出者が死亡の事実を知った日から7日以内（国外で死亡したときは，その事実を知った日から3か月以内）に届け出ることが必要である。（提出しないと火葬許可証を発行できないので、期限に関係なく速やかに提出することが原則である）
- また、届出用紙は市区町村役場や病院等に備えられて、用紙サイズはA3横使いで中央から左側が死亡届、右側が死亡を診断した医師または歯科医師が記入する死亡診断書（死体を検案した医師が記入した場合は死体検案書）の併用形式が殆どである。
- 届け出する内容は届出日、届出先市区町村、死亡者の氏名と読み方、性別、生年月日、死亡年月日時分、死亡場所住所、死亡者の住民登録先住所とその世帯主名、死亡者の本籍とその筆頭者氏名、死亡者の婚姻状況、死亡した時の世帯の主な仕事と死亡者の職業や産業、その他と届出人と死亡者の関係、届出人の現住所、本籍地とその筆頭者の氏名、届出人の氏名と生年月日、届出人の印鑑（日本国民ではなく印鑑を有していない者は署名でかまわない）、届出人の連絡先等を記入する。
- 届出人の条件は同居の親族、同居していない親族、同居者、家主、地主、家屋管理人、土地管理人、公設所の長の順位。

医師等が記入した死亡診断書または死体検案書（中央より右側）を死亡時に発行され、届出人が死亡届（中央より左側）に記入押印し、当該市区町村役場の戸籍係へ提出する。それを受理した戸籍係は戸籍の抹消業務及び火埋葬許可証の交付を行う。提出した死亡届書は約1ヶ月間戸籍係に保管され、その後、管轄する当該地方法務局支局または当該地方法務局へ送付保管される。婚姻届・離婚届・出生届・認知届と同じく、相続による権利義務の承継に重大な影響を及ぼす。受付は担当窓口の受付時間内。